# Сханс, Ари
Ари Сханс (нидерл. Arie Schans; 12 декабря 1952) — нидерландский футбольный тренер.

## Карьера
Ари Сханс не был профессиональным футболистом. Свою тренерскую карьеру он начал в возрасте 20 лет, когда вошёл в тренерский штаб клуба «Вагенинген». В течение 18 лет специалист руководил клубом ГВВВ из города Венендал. С 2001 по 2004 год он повторно работал с командой. Параллельно Сханс некоторое время возглавлял сборную Бутана. Этой сборной он руководил в знаменитой игре против сборной Монтсеррата. Об этом поединке был снят документальный фильм «Другой финал».
В 2005 году нидерландец некоторое время занимал пост наставника японского клуба «Оита Тринита» (до этого он уже 5 лет работал в Японии с университетской командой Ниттаидаи. Затем он перебрался в Китай.
В 2008 году Сханс возглавлял сборную Намибии после смерти его предыдущего наставника Бена Бамфучиле. С ней он работал на Кубке африканских наций в Гане.
Затем он вернулся в Китай, последним местом работы тренера был китайский клуб «Чанчунь Ятай».
Окончил академию тренеров Королевского футбольного союза Нидерландов.

## Фильмография
- «Другой финал» (Нидерланды, 2003) — главный тренер сборной Бутана
- «Паув и Витеман» (Нидерланды, 2006)